# Цимбал Андрій Калинович
Андрі́й Калинович Ци́мбал (4 жовтня 1916 — 23 березня 2006) — радянський партизан часів Другої світової війни в Україні, командир 6-го батальйону 3-го полку 1-ї Української партизанської дивізії, старший лейтенант. Герой Радянського Союзу (1945).

## Життєпис
Народився 4 жовтня 1916 року в селі Таборище Новогеоргієвської волості Олександрійського повіту Херсонської губернії (нині в межах міста Світловодська Кіровоградської області) в селянській родині. Українець. Здобув початкову освіту. Батракував, згодом був бригадиром у колгоспі.
До лав РСЧА призваний 1937 року. Військову службу проходив у прикордонних військах НКВС. Навесні 1941 року переведений до 5-ї повітряно-десантної бригади 3-го повітряно-десантного корпусу Одеського військового округу.
Учасник німецько-радянської війни з липня 1941 року. В складі військ Південно-Західного фронту брав участь в обороні Києва. У вересні 1941 року поблизу Прилук Чернігівської області разом з групою бійців потрапив у оточення. Приєднався до Путивльського партизанського загону під командуванням С. А. Ковпака, де спершу був бійцем, командиром оперативної групи, командиром окремої роти з'єднання партизанських загонів Сумської області.
22 березня 1943 року отримав важке поранення, лікувався в шпиталі. Після одуження воював у складі партизанського з'єднання під командуванням П. П. Вершигори, з 1 січня 1944 року — комісар 5-го батальйону Олевського партизанського загону. 5 січня того ж року вдруге був поранений, проте загін не залишив. Згодом переведений комісаром 3-го батальйону. Після реорганізації з'єднання в партизанську дивізію, призначений командиром 6-го батальйону 3-го партизанського полку. Брав участь у 97 бойових операціях, у зруйнуванні 4 залізничних мостів. Бойовий шлях закінчив на території Польщі.
Після демобілізації очолював колгосп у Середино-Будському районі на Сумщині, згодом — на Кіровоградщині. Член КПРС з 1956 року. До виходу на пенсію працював у Крилівському лісництві. Жив у Світловодську, де й помер 23 березня 2006 року.

## Нагороди
Указом Президії Верховної Ради СРСР від 2 травня 1945 року за зразкове виконання бойових завдань командування в боротьбі проти німецько-фашистських загарбників у тилу супротивника та виявлені при цьому відвагу і героїзм, старшому лейтенантові Цимбалу Андрію Калиновичу присвоєне звання Героя Радянського Союзу з врученням ордена Леніна і медалі «Золота Зірка» (№ 7495).
Був нагороджений українським орденом Богдана Хмельницького 3-го ступеня, радянськими двома орденами Леніна, Червоного Прапора, двома Вітчизняної війни 1-го ступеня, медалями, а також польським Партизанським хрестом.